# István Molnár (water-polo)
Ne doit pas être confondu avec István Molnár (cyclisme).
István Molnár (né le 5 janvier 1913 à Galanta, mort le 1er juillet 1983 à Budapest) est un joueur de water-polo hongrois, champion olympique en 1936.